# آنگل گنچف
آنگل گنچف (بلغاری: Ангел Ангелов Генчев؛ زادهٔ ۳۱ ژانویه ۱۹۶۷) وزنه‌بردار اهل بلغارستان بود.
وی در مسابقات کشوری و بین‌المللی در مجموع برندهٔ ۱۸ مدال طلا، ۱ مدال نقره، ۱ مدال برنز شده‌است.